# Pietro Lorenzetti

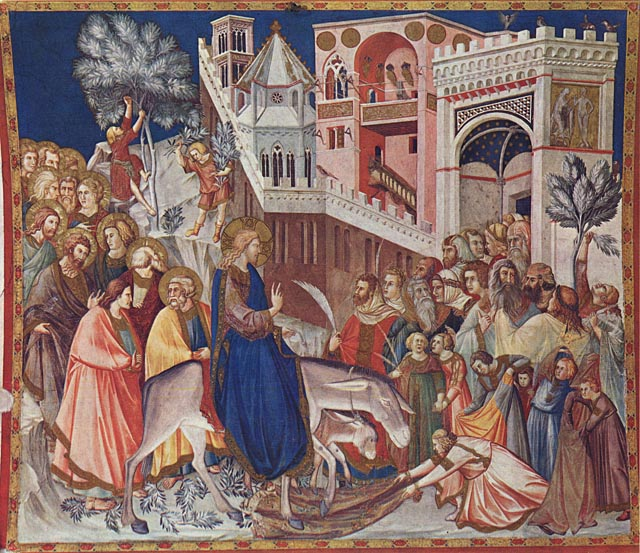
Crist entrant a Jerusalem (1320-1330), fresc de Pietro Lorenzetti per a la basílica inferior de Sant Francesc, Assís.

Pietro Lorenzetti, també conegut com a Pietro Laurati (Siena, c. 1280 - Siena, 1348) va ser un pintor italià d'estil italo-gòtic, actiu aproximadament entre 1306 i 1345. r

## Vida
Va nàixer i va morir a Siena. El més probable és que es formara amb Duccio di Buoninsegna, i després al gran taller de la basílica de Sant Francesc d'Assís, amb Giotto i Simone Martini. Això va fer que desenvolupara un llenguatge figuratiu autònom que sintetitzava l'art sienès amb el llenguatge de Giotto. Les seues principals influències van ser Giovanni Pisano i Giotto.
Moltes de les seues obres religioses es troben en esglésies de Siena, Arezzo, i Assís.
Va pintar a Assís i després es va traslladar a Siena, on l'any 1329 va pintar la gran Pala del Carmine. D'aquesta obra és interessant destacar la Font del profeta Elies, que forma part de la predel·la, i en la qual s'hi veu un carmelita que agafa aigua amb una gerra. La sensibilitat del pintor per la qualitat matèrica dels elements naturals i pels corresponents efectes òptics s'evidencia en l'encrespament de l'aigua, pels esguits, i pels reflexos a les copes de vidre col·locades a la vora de la font.
Sempre a Siena, junt amb el seu germà Ambrogio, va executar l'any 1335 els frescos avui perduts de la façana de l'Ospedale di Santa Maria alla Scala.
Entre 1335 i 1342 va treballar a la catedral de Siena, on va pintar la Nativitat de la Mare de Déu. Aquesta és l'última obra documentada de Pietro Lorenzetti, del qual no es tenen notícies posteriors a l'any 1347: és probable que morira durant la pesta del 1348.
Giorgio Vasari inclou una biografia de Lorenzetti en els seus Vides.

## Obres
El retaule della Pieve d'Arezzo, de 1320, és la seua primera obra datada.
Entre 1326 i 1329 va executar la que és considerada la seua obra mestra: les decoracions al fresc de l'església inferior de la basílica de Sant Francesc d'Assís. És l'autor d'una emotiva sèrie de grans panells representant la Crucifixió, el Davallament de la Creu, i l'Enterrament. Les figures en aquestes escenes mostren interaccions emocionals geomètriques, a diferència de moltes representacions escenogràfiques anteriors que semblen aglomeracions icòniques independents, com si figures independents hagueren estat enganxades sobre una superfície, sense cap relació entre elles. A la basílica inferior s'hi pot apreciar la influència narrativa dels frescos de Giotto a les capelles Bardi i Peruzzi a la Santa Croce, a Florència, i a la Capella dels Scrovegni a Pàdua.
Aquesta obra palesa l'impacte del llenguatge de Giotto sobre Lorenzetti, com s'aprecia en el seu dramatisme i saviesa compositiva. També és notable la precisió amb què va cercar representar els fenòmens naturals. De fet, i sempre en el cicle de la basílica d'Assís, hom veu que a l'Últim Sopar un quart de la superfície del fresc està ocupat per una vista a la cuina adjacent, on el menjar s'està fent sobre un foc i dos servidors renten la vaixella; al fons hom reconeix detalls del mobiliari (una pala de carbó i lleixes amb escurada) i al primer pla hi ha un gat que es calfa junt amb el foc i un gos.
Una de les seues últimes obres és la Nativitat de la Mare de Déu (1342), avui al Museu dell'Opera del Duomo (Siena).

## Valoració

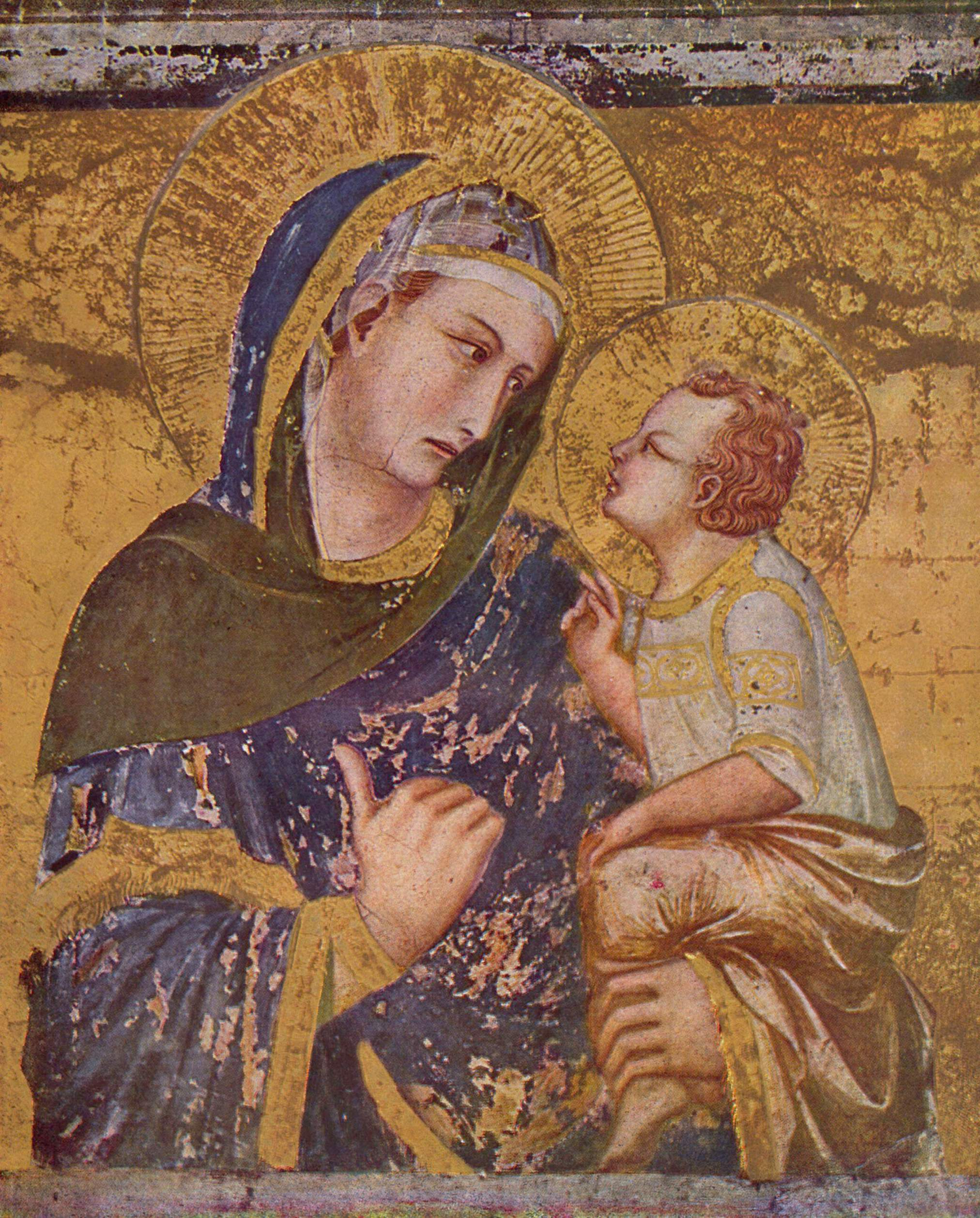
Madonna dei Tramonti (Fresc a la basílica de Sant Francesc, Assís)

Tant ell i com el seu germà, Ambrogio Lorenzetti, van ajudar a introduir el naturalisme en l'art sienès. Amb llurs experiments amb les composicions tridimensionals i espacials van anticipar l'art del Renaixement.
Els germans Lorenzetti i el seu competidor contemporani de Florència, Giotto, així com els seus seguidors (Bernardo Daddi, Maso di Banco, etc.) van encetar la revolució pictòrica italiana que va emprar figures del daurat èter de la iconografia bizantina i les va introduir en un món pictòric de ciutats, terra i aire. La iconografia sienesa va ser en general més mística i fantàstica que amb els més naturalistes florentins, i de vegades, sembla introduir-se en el que sembla un paisatge surrealista modern.
Pel que fa a les seues representacions de Madonnes, amb el seu germà Ambrogio, va difondre el model iconògràfic del "col·loqui maternal", en el qual la Mare de Déu i l'Infant es miren amb tristesa.